# Makoto Kitano
Makoto Kitano (japanisch 北野 誠 Kitano Makoto; * 17. Juli 1967 in der Präfektur Kagawa) ist ein japanischer Fußballspieler.

## Karriere
Kitano erlernte das Fußballspielen in der Schulmannschaft der Teikyo High School. Seinen ersten Vertrag unterschrieb er 1986 bei Hitachi. Für den Verein absolvierte er 62 Ligaspiele. 1992 wechselte er zum Ligakonkurrenten Kyoto Shiko (Kyoto Purple Sanga). Für den Verein absolvierte er 33 Ligaspiele. Ende 1994 beendete er seine Karriere als Fußballspieler.
2009 wurde Kitano Trainer von Roasso Kumamoto. Der Verein spielte in der zweithöchsten Liga des Landes, der J2 League. 2010 wechselte er zu Kamatamare Sanuki. 2013 wurde er mit dem Verein Vizemeister der Japan Football League und stieg in die J2 League auf. 2019 wechselte er zum Ligakonkurrenten FC Gifu.